# Svensk jazzdiskografi
Svensk jazzdiskografi, ursprungligen utgiven 1953 av Harry Nicolausson, och i reviderad upplaga 1983 av Björn Englund under namnet Swedish Jazz Discography,  är en förteckning över inspelad svensk jazzmusik från 1899 till våra dagar. 
En onlineversion av diskografin, omfattande inspelningar mellan 1899 och 1999, finns på Svenskt visarkivs hemsida. Svenskt visarkiv har till uppgift, att "samla in, bevara, vetenskapligt bearbeta och publicera material inom områdena folkliga och andra äldre visor, instrumental folkmusik. äldre populärmusik och svensk jazz".